# Luc François

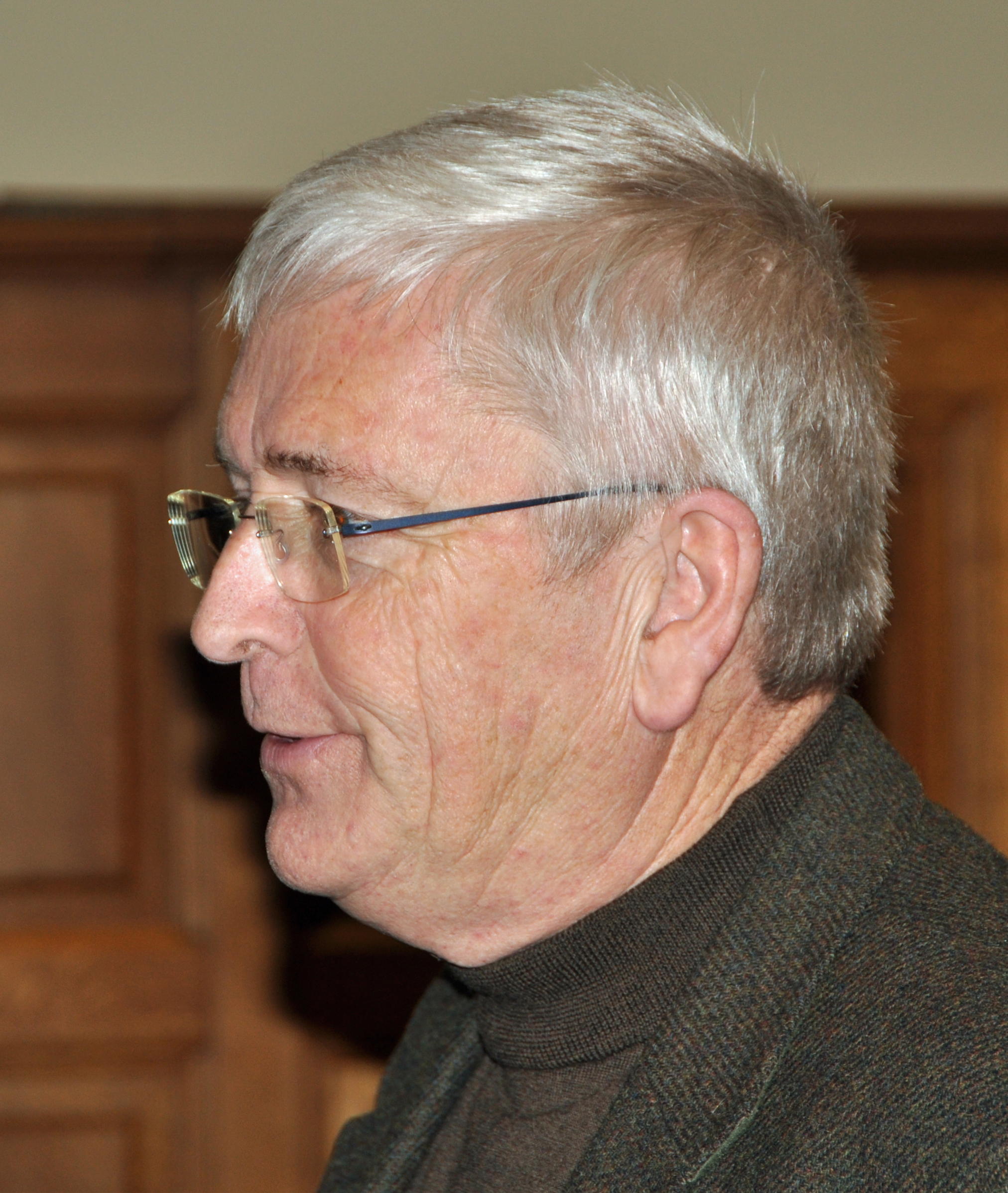
Luc François

Luc François (Oostende, 9 juli 1951) is een Belgisch historicus en hoogleraar.

## Levensloop
Na middelbare studies aan het Onze-Lieve-Vrouwecollege in Oostende (1963-1969) studeerde hij aan de faculteit geschiedenis van de Rijksuniversiteit Gent (1969-1973). Hij promoveerde met de grootste onderscheiding tot licentiaat in de geschiedenis, richting Nieuwste Tijden. Zijn verhandeling droeg als titel: Sociale vooraanstaanden versus evoluerende gezagsstructuren in België, 1785 - 1835: integratie of exclusie?.
Hij voegde hieraan bijkomende titels toe:
- aggregatie hoger secundair onderwijs, groep geschiedenis, RUG (1974);
- bekwaamheidsakte bibliothecaris, Brugge (1977).

In maart 1987 promoveerde hij tot doctor in de Letteren en Wijsbegeerte, groep geschiedenis, RUG, met de verhandeling Elite en Gezag. Analyse van de Belgische elite in haar relatie tot de politieke regimewisselingen, 1785-1835.
Door zijn studies en de er op volgende publicaties, werd François bekend als een van de beste kenners van de Belgisch-Nederlandse geschiedenis tijdens de periode van het einde van het Frans keizerrijk, van het Verenigd Koninkrijk der Nederlanden en van de aanvang van het Belgisch koninkrijk. Hij droeg vooral ook veel bij tot de kennis van het politieke personeel en van de houding van de elites en de regenten doorheen de verschillende regimes.
François werd, na het behalen van zijn licentiaat, aangeworven door de Rijksuniversiteit Gent en volgde er een academisch curriculum:
- wetenschappelijk medewerker bij de Seminaries voor historische en vergelijkende pedagogiek onder de leiding van prof. dr. Karel De Clerck (januari-september 1974).
- aspirant bij het Nationaal Fonds voor Wetenschappelijk Onderzoek (oktober 1974 - juli 1979).
- assistent en eerste assistent bij prof. dr. Romain Van Eenoo, Seminarie voor Nieuwste Geschiedenis (oktober 1979 - 31 juli 1988).
- docent, hoofddocent en gewoon hoogleraar voor de Vakgroep Nieuwste Geschiedenis (augustus 1992 - september 2014). Van 1998 tot 2001 als vakgroepvoorzitter voor Nieuwste geschiedenis.

Luc François was de promotor van circa 300 licentiaatsverhandelingen. Hij was promotor voor de doctoraatsverhandelingen van Geert Castryck, Geert Leloup, Jan Vandersmissen, en co-promotor voor die van Leen Meganck, Evert Vandeweghe en Katrien Hebbelynck.
Hij was ook:
- permanent lid van de commissie voor aanwervingen en bevorderingen van het Algemeen Rijksarchief (2005-2017);
- lid (en één jaar voorzitter) van de Wetenschappelijke Raad van het Koninklijk Legermuseum.

## Universitaire vorming
Zijn carrière nam vanaf 2001 een wending, doordat hij benoemd werd tot
- directeur voor onderwijsaangelegenheden van de Universiteit Gent (2001-2006) en van de Associatie Universiteit Gent (2004-2011);
- rectoraal adviseur voor internationalisering (2011-2014), tot aan zijn emeritaat in 2014 als gewoon hoogleraar.

Hij werd algemeen erkend als expert in het proces van internationalisering van het hoger onderwijs, in overeenstemming met de Bolognarichtlijnen. Als lid van de Vlaamse Onderwijsraad en de Vlaamse Interuniversitaire Raad leidde hij meerdere internationale onderwijsprogramma's zoals Tempus, Erasmus, Socrates, Alfa, VS/Canada.
Binnen de universiteit betekende dit de coördinatie van de overgang van de oude structuur naar de bachelor-masterstructuur. Jaarlijks werd het onderwijs- en examenreglement onder de invloed van decretale wijzigingen aangepast.
Extern vertegenwoordigde François de UGent in verschillende commissies van de Vlaamse Interuniversitaire Raad (VLIR), soms als voorzitter. Hij zetelde in commissies van de Vlaamse Onderwijsraad (VLOR), het officiële adviesorgaan van de Vlaamse overheid.
Op internationaal vlak was hij:
- lid en voorzitter van de visitatiecommissies voor de beoordeling van de hogescholen Zeeland, Utrecht, Noord-Holland en Nijmegen-Arnhem;
- ondervoorzitter van de visitatiecommissie 'geschiedenis' aan de Nederlandse universiteiten (RU Groningen, Erasmus Universiteit Rotterdam, Universiteit Amsterdam, Vrije Universiteit Amsterdam, RU Utrecht, RU Leiden en Universiteit Maastricht);
- lid van visitatiecommissies in Roemenië en van de opvolgingsbezoeken met betrekking tot de invoering van het studiepuntenstelsel bij de universiteiten van Poitiers, Caen, Le Havre, Reykjavik, Viterbo, Graz enz.

## Wetenschappelijke onderscheidingen
- André Schaepdrijverprijs voor de beste licentiaatsverhandeling, 1973.
- Eerste laureaat van de reisbeurzenwedstrijd, 1973 (toegekend in 1979).
- Medaille van Verdienste van de stad Gent, 1982.
- Laureaat van de 20e Jules de Saint-Genoisprijs, 1990 (Académie Royale de Belgique, Classe des Lettres), voor historische publicaties in de periode 1985-1990.

## Privé
François trouwde met Hilde Merlevede, lector hoger onderwijs. Ze kregen twee kinderen.

## Publicaties

### Boeken
- Les mémoires d'un orangiste: L.A. Reyphins, ex-président de la Seconde Chambre des États généraux, 1835. Brussel, Commission royale d'histoire, 1989.
- De Boerenkrijg. Bibliografie (1798-1997), Gent, Vakgroep Nieuwste Geschiedenis, 1997.
- De Boerenkrijg: twee eeuwen feiten en fictie, Leuven, Davidsfonds, 1998.
- (als uitgever, samen met Jan Art) Docendo Discimus. Liber amicorum Romain van Eenoo, Gent, Academia Press, 1999, 2 delen.
- Bibliografie van de Geschiedenis van Oostende, 1800-2000, Oostende, Heemkring De Plate, 2000.
- Twintig jaar huisartsgeneeskunde aan de RUG, Gent, 2000.

### Artikels
- Frans Beyts (Brugge, 17.5.1763 - Brussel, 15.2.1832), in: Handelingen van het Genootschap voor Geschiedenis, 1974.
- Norbert Cornelissen, in: Jaarboek van de Koninklijke Soevereine Hoofdkamer van Retorica ‘De Fonteine’ te Gent, 1971-1972.
- Sociale vooraanstaanden versus evoluerende gezagsstructuren in België: integratie of exclusie, 1785 - 1835, in: Bulletin van het O.S.G.G., november 1974.
- Beyts, Frans, magistraat en politicus, in: Nationaal Biografisch Woordenboek, T. VI, Brussel, 1974.
- Cornelissen, Norbert, ambtenaar, in: Nationaal Biografisch Woordenboek, T. VI, Brussel, 1974.
- Dubosch, Renier, ambtenaar, in: Nationaal Biografisch Woordenboek, T. VI, Brussel, 1974.
- Gréban de Saint-Germain, Claude, ambtenaar, journalist en bankier, in: Nationaal Biografisch Woordenboek, T. VI, Brussel, 1974.
- Manilius, Karel, orangist, in: Nationaal Biografisch Woordenboek, T. VI, Brussel, 1974.
- Rouppe, Nicolas, burgemeester, in: Nationaal Biografisch Woordenboek, T. VI, Brussel, 1974.
- Collaboratie op het einde van de achttiende en het begin van de negentiende eeuw, in: Handelingen van het XXXIe Vlaams Filologencongres, 1977.
- Politieke integratie of exclusie? Belgische notabelen tussen 1785 en 1835, in: Belgisch Tijdschrift voor Nieuwste Geschiedenis, 1977.
- Jean Baptiste Serruys: een orangistische stem in het Nationaal Congres (1830 - 1831), in: Ostendiana, 1978.
- Een aanvulling op ‘Oostende in de Franse Tijd, in: De Plate, 1979.
- Kwartierstaat en biografie van Franciscus Jacobus Vermeersch, vicaris-generaal van de bisdommen Ieper en Gent, 1752 - 1822, in: Vlaamse Stam, 1979.
- de Stassart, Goswin, politicus, in: Nationaal Biografisch Woordenboek, T. VIII, Brussel, 1979.
- Critical Chronicle of the Belgian Contemporary History, in: Belgisch Tijdschrift voor Nieuwste Geschiedenis, 1979, 1980, 1982, (in samenwerking met R. Van Eenoo, e.a.).
- Bibliographie de l'Histoire de Belgique - Bibliografie van de Geschiedenis van België, in: Belgisch Tijdschrift voor Filologie en Geschiedenis, 1980, 1981, 1982, 1983, 1984, 1985, 1987, 1988, 1989, 1990, 1991, 1992, 1993, 1994, 1995, 1996, 1997, 1998, (in samenwerking met R. Van Eenoo e.a.).
- Tarte, Jean, ambtenaar, uitgever', in: Nationaal Biografisch Woordenboek, T. IX, Brussel, 1981.
- De Verlichte ambtenaren onder Willem I: kritische pijlers van een bewind, in: Documentatieblad Werkgroep 18e eeuw, 1981.
- Nederland en de Société Générale na 1830: de afkoop van een koninklijke participatie, in: Colloquium over de Geschiedenis van de Belgisch-Nederlandse betrekkingen tussen 1815 en 1945, Acta, Gent, 1982.
- Intellectuelen en revolutionaire bedrijvigheid: een elitewijziging? Casus: de Oostvlaamse advokaten van 1830, in: Belgisch Tijdschrift voor Nieuwste Ge-schiedenis, 1981.
- De reacties van de aandeelhouders van de Société Générale op de revolutiegolf van 1830, in: Belgisch Tijdschrift voor Nieuwste Geschiedenis, 1981.
- Theorievorming als machtsfactor: politieke elites en hun legitimatie, 1830 - 1914, in: Res Publica, 1985.
- Elite en Gezag. Analyse van de Belgische elite in haar relatie tot de politieke regimewisselingen, 1785 - 1835, in: Belgisch Tijdschrift voor Nieuwste Geschiedenis, 1986.
- Jean Deneeff (Leuven, 1773 - Leuven, 1833), in: Mededelingen van de Geschied- en Oudheidkundige Kring voor Leuven en omgeving, 1987.
- Renier Du Bosch (Watervliet, 1765 - Bassevelde, 1842), in: Appeltjes van het Meetjesland, 1987.
- Eugène van Hoobrouck de Mooreghem (Gent, 1756 - Gent, 1843), in: Handelingen van de Geschied- en Oudheidkundige Kring van Oudenaarde, 1988.
- Emmanuel Hélias d'Huddeghem (Gent, 1762 - Gent, 1838), in: Handelingen der Maatschappij voor Geschiedenis en Oudheidkunde te Gent, 1987.
- Jean Baptiste Serruys (Torhout, 1754 - Brussel, 1833), politicus en verdediger van de handelsbelangen, in: Handelingen van het Genootschap voor Geschiedenis te Brugge, 1988.
- Nicolaas Rouppe (Rotterdam, 1768 - Brussel, 1838), "l'homme de toutes les classes et mêmes de toutes les nuances d'opinion", in: Tijdschrift voor Brusselse Geschiedenis, 1987.
- François de Sécus (Mons, 1760 - Bruxelles, 1836), in: Annales du Cercle Archéologique de Mons, 1988.
- Michel de Sélys-Longchamps (Liège, 1759 - Liège, 1837), in: Bulletin de la Société Royale "Le Vieux Liège", 1988.
- Jacques Van der Smissen (Brussel, 1788 - Bad Homburg, 1856), in: Belgisch Tijdschrift voor Militaire Geschiedenis, 1988.
- Claude Gréban de Saint-Germain (Dijon, 1775 - Brussel, 1850), ambtenaar, journalist en bankier, in: Handelingen der Maatschappij voor Geschiedenis en Oudheidkunde te Gent, 1988.
- Wase notabelen en politieke regimes (eind 18e - begin 19e eeuw), in: Annalen van de Koninklijke Oudheidkundige Kring van het Land van Waas, 1989.
- Jean François Gendebien (Givet, 1753 - Mons, 1838), in: Mémoires et Publications de la Société des Sciences, des Arts et des Lettres du Hai-naut, 1991.
- Charles Lambrechts (Sint-Truiden, 1753 - Parijs, 1823), in: Limburg, 1988.
- Erasme Surlet de Chokier (Luik, 1769 - Gingelom, 1839), in: Het Oude Land van Loon, 1988.
- François Pirson (Sart-Custinne, 1765 - Dinant, 1850), in: De la Meuse à l'Ardenne, 1989.
- Nicolas Bonaventure (Thionville, 1753 - Jette, 1831), in: Bulletin trimestriel du Cercle d'Histoire, d'Archéologie et de Folklore du Comté de Jette et de la Région, 1988.
- Boëyé, Joseph, handelaar, wisselagent, parlementair en gemeenteraadslid, in: Nationaal Biografisch Woordenboek, T. XIII, Brussel, 1990.
- Deneeff, Jean, militair, ambtenaar, burgemeester, lid van het Nationaal Congres, in: Nationaal Biografisch Woordenboek, T. XIII, Brussel, 1990.
- d'Hane de Steenhuyse, Jean-Baptiste, grondeigenaar, burgemeester, intendant, lid van de Eeerste Kamer, in: Nationaal Biografisch Woordenboek, T. XIII, Brussel, 1990.
- Dotrenge, Théodore, ambtenaar, publicist, lid van de Staten-Generaal en van de Raad van State, orangist, in: Nationaal Biografisch Woordenboek, T. XIII, Brussel, 1990.
- Serruys, Jean-Baptiste, advokaat, parlementair, burgemeester, magistraat, in: Nationaal Biografisch Woordenboek, T. XIII, Brussel, 1990.
- Ursel, Charles Joseph d', hertog, burgemeester, minister en senator, in: Nationaal Biografisch Woordenboek, T. XIII, Brussel, 1990.
- Van der Smissen de Cortenberg, Jacques Louis Dominique, generaal, in: Nationaal Biografisch Woordenboek, T. XIII, Brussel, 1990.
- Van Hoobrouck de Mooreghem, Eugène François, eigenaar, burgemeester van Moregem, gemeenteraadslid van Gent, lid van het Nationaal Congres, provincieraadslid, in: Nationaal Biografisch Woordenboek,T. XIII, Brussel, 1990.
- Walter, Jean, inspecteur-generaal van het hoger onderwijs, in: Nationaal Biografisch Woordenboek, T. XIII, Brussel, 1990.
- Nicolas Bonaventure, bourgmestre de Jette, in: Nouvelle Biographie Nationale, T. II, Brussel, 1990.
- Georges de Trazegnies, membre de la première Chambre des États généraux, in: Nouvelle Biographie Nationale, T. II, Brussel, 1990.
- Jean-François Gendebien, avocat, membre de la Seconde Chambre des États généraux et du Congrès national, in: Nouvelle Biographie Nationale, T. II, Brussel, 1990
- Erasme Surlet de Chokier, régent de la Belgique, in: Nouvelle Biographie Nationale, T. III, Brussel, 1994.
- Joseph Van Volden de Lombeke, membre du Congrès national, in: Nouvelle Biographie Nationale, T. II, Brussel, 1990.
- Jean-Jacques Verseyden de Varick, secrétaire général du département de la Dyle, chambellan de Guillaume Ier, membre du Congrès national, in: Nouvelle Biographie Nationale, T. III, Brussel, 1994.
- Charles Manilius (Gent, 1778 - Gent, 1852)', in: Vlaamse Stam, 1989.
- Van Ancien Régime naar Nieuwste Tijd: het prinsbisdom Luik van 1789 tot 1795, in: Limburg, 1988.
- Jan Jozef Raepsaet (Oudenaarde, 1753 - Oudenaarde, 1832), in: Handelingen van de Geschied- en Oudheidkundige Kring van Oudenaarde, 1990.
- De Zuidnederlandse elite in een overgangstijd: de politieke evolutie tussen 1789 en 1830, in: Handelingen van de Koninklijke Zuidnederlandse Maatschappij voor Taal- en Letterkunde en Geschiedenis, 1989.
- d'Hane de Steenhuyse, Jean-Baptiste, een conservatief edelman in de overgang van Ancien Régime naar Hedendaagse Tijden, in: Handelingen van de Maatschappij voor Geschiedenis en Oudheidkunde te Gent, 1989.
- Jean Jacques Verseyden de Varick (Brussel, 1760 - Brussel, 1854), Ambtenaar van Jozef II tot Leopold I, in: Driemaandelijks bulletin van de Vereniging van de adel van het koninkrijk België, 1989.
- Joseph Van Volden de Lombeke (Brussel, 1761 - Brussel, 1836)', in: Driemaandelijks bulletin van de Vereniging van de adel van het koninkrijk België, 1989.
- Een verlicht liberaal in Lokeren: Paul Tack, 1759- 1830, in: Lokeren vroeger, Lokeren, 1990.
- Un franc-maçon orangiste à Namur et à Liège: Joseph Walter (1773 - 1845), in: Bulletin de l'Institut Archéologique Liégeois, 1991.
- Théodore Dotrenge, in: Bijdragen tot de Geschiedenis, 1989.
- The Ostend Manifesto, oktober 1854, in: De Plate, 1990.
- Ten geleide: de vrede van Gent, december 1814 - december 1989', in: Handelingen van de Maatschappij voor Geschiedenis en oudheidkunde van Gent, 1990.
- De petitiebeweging in het Verenigd Koninkrijk der Nederlanden: balans van het onderzoek, in: Acta van het Colloquium Willem I, Brussel, 19 en 20 april 1991, Brussel.	* Het nationaal gevoel in de Zuidelijke Nederlanden: betekenis en invloed ten tijde van de vorming van het Verenigd Koninkrijk der Nederlanden, in: P. LENDERS, Het politiek personeel - Le personnel politique (1780-1830), Kortrijk-Heule, UGA, 1993.
- Blussen om den brode: twee eeuwen beroepsbrandweer te Gent, in: De Gentse Brandweer. 100 jaar Academiestraat, Gent, Snoeck-Ducaju en zoon, 1993.
- Politieke geschiedenis van de Franse Tijd en van de periode van het Verenigd Koninkrijk, Gent, 1993.
- Philippe Vilain XIIII (1778 - 1856), grootgrondbezitter en "l'homme du parti industriel", in: SOLY, H. en VERMEIR, R. (eds.), Beleid en Bestuur in de Oude Nederlanden. Liber Amicorum prof. dr. M. Baelde, Gent, Vak-groep Nieuwe Geschiedenis, 1993.
- De Petitiebeweging in het arrondissement Oostende, 1828 - 1830, in: De Plate, 1994.
- De bouwers van de Notelaer: Wolfgang Guillaume d'Ursel (1750 - 1804) en Flore d'Arenberg (1752 - 1832), in: De Notelaer te Hingene-Bornem, 1794-1994, Hingene, de Notelaer vzw/Stichting Monumenten en Landschapszorg vzw, 1994.
- Neogotiek in België: de historische context"', in: J. VAN CLEVEN, J. (e.a.) (eds.), Neogotiek in België, Tielt, Lannoo, 1994.
- De verhouding tussen Kerk en Staat en het politieke personeel (1780-1830): een wisselende relatie, in: Trajecta, tijdschrift voor de geschiedenis van het katholieke leven in de Nederlanden, 1994.
- Tussen Noord en Zuid: West-Zeeuws-Vlaanderen in de Franse Tijd', in: Mededelingenblad van de Heemkundige Kring West-Zeeuws-Vlaanderen, 1995.
- De Kamers van Koophandel in de Franse en Nederlandse Tijd, in: Tussen beleid en belang. Geschiedenis van de Kamers van Koophandel in België (17de - 20ste eeuw), Brussel, Algemeen Rijksarchief, 1995.
- Les Chambres de Commerce aux Epoques française et hollandaise, in: Entre mission publique et intérêts privés. Histoire des Chambres de Commerce en Belgique (XVIIe-XXe siècles), Bruxelles, AGR, 1995.
- Bronnen voor de Familiegeschiedenis tijdens de Franse Tijd en het Verenigd Koninkrijk der Nederlanden', in: Mededelingen van het West-vlaamse Verbond voor Kringen van Heemkunde, 1995.
- "Liberaal en Socialist zijn slechts voornamen ...". Het politieke leven op het Stadhuis, in: Interbellum in Gent, 1919-1939, Gent, 1995.
- "Zegening van Boerenkrijgers op de Grote Markt" (1899): de Boerenkrijg in de schilderkunst, in: Kunst in de Kijker, Hasselt, Museum Stelling-werff- Waerdenhof, 1996.
- De Boerenkrijg in het Meetjesland', in: Vriendenboek Luc Stockman, Aalter, 1998.
- Een halve eeuw wisselende kansen voor de Brabantse steden in Noord en Zuid, 1780-1830. Algemene Inleiding, Zuid-Brabant, in: Noordbrabants Historisch Jaarboek, 1997.
- De politieke evolutie onder het Directoire en de impact op de Gentse situatie, in: Handelingen van de Maatschappij voor Geschiedenis en Oudheidkunde te Gent, 1997.
- De wetenschappelijke, artistieke, sportieve en filosofische interesses van Boudewijn I, in: Boudewijn, een koning en zijn tijd, Brussel, Gemeentekrediet & Tilt, Lannoo, 1998.
- Le Roi Baudouin et le monde philosophique, scientifique, culturel et sportif en Belgique, in: Le Roi Baudouin, une vie – une époque, Bruxelles, Crédit-Communal – Racine, 1998.
- Norbert Cornelissen, in: Nieuwe Encyclopedie van de Vlaamse Beweging, Tielt, 1998.
- Orangisme, in: Nieuwe Encyclopedie van de Vlaamse Beweging, Tielt, 1998.
- Revisie van de trefwoorden: Belgische Revolutie, Ridder Florent Jozef van Ertborn, Paul Hamelius, Pierre Lebrocquy, Letter- en Staatkundig Dagblad, Le Spectateur belge, Charles Tandel, Jan Baptist Vervier, Jean Sylvain van de Weyer, in: Nieuwe Encyclopedie van de Vlaamse Beweging, Tielt, 1998.
- Van vurige en koele minnaars. Het orangisme in België in de negentiende eeuw, in: De Negentiende eeuw', 1999.
- De Senaat, 1831-1893'’, in: De Geschiedenis van de Belgische Senaat, Tielt, Lannoo, 1999.
- Le Sénat de 1831 à 1893, in: L’Histoire du Sénat de Belgique, Bruxelles, Racine, 1999 & 2017.
- Charles van Hulthem, 1764 – 1832'’, in: ’s Levens felheid in één band. Handschrift van Hulthem, Brussel, Centrum voor de Bibliografie van de Neerlandistiek, 1999.
- Romain van Eenoo, een tussenstand, in: Docendo Discimus. Liber amicorum Romain van Eenoo, Gent, Academia Press, 1999.
- De “Franse Tijd” “en het Verenigd Koninkrijk der Nederlanden, in: Van den Eeckhout, Patricia en Vanthemsche, Guy, Bronnen voor de studie van het hedendaags België, 19de – 20ste eeuw, Brussel, VUBPress, 1999.
- Alles van waarde is weerloos, in: De Plate, 2012.
- Historiografie van Oostende, een overzicht, in: De Plate, 2018.
- Ook voor de vissers een Belle Epoque?, in: De Lange Nelle, 2018.
- Tientallen bijdragen in diverse buitenlandse publicaties over de Bolognahervorming, het Tuning-project, het studiepuntenstelsel, enz.
- Publicaties in syllabusvorm.
- Medewerking aan publicaties door Karel De Clerck, Els Witte, Yvan Vanden Berghe, Herman Balthazar, Ada Deprez.
- Talrijke boekrecensies.